# Nemorius shapuricus
Nemorius shapuricus är en tvåvingeart som först beskrevs av Abbassian-lintzen 1960.  Nemorius shapuricus ingår i släktet Nemorius och familjen bromsar.
Artens utbredningsområde är Iran. Inga underarter finns listade i Catalogue of Life.